# Alstahaug
66°1′0″N 12°39′23″Ø / 66.01667°N 12.65639°Ø
Alstahaug er en kommune i Nordland fylke i Norge. Sandnessjøen er administrationscentrum i kommunen, og har bystatus.
Kommunen består af øen Alsten og omkring 920 øer rundt om. Alstahaug grænser til kommunerne Dønna, Herøy, Leirfjord, Vefsn, Vevelstad og Vega.
Fjeldkæden De syv søstre ligger i kommunen, hvilket genspejler sig i kommunevåbnet.

## Historie
Der er gjort fund af hustomter som viser at her har været bosættelser siden jernalderen.
Tjøttagodset var hjemsted for Øyvind Skaldespiller, den sidste store skjald i Norge.
Vikingen Hårek af Tjøtta overtog gården, og sammen med gudehovet Sandnes Gård, hvor
Torolv Kveldulvsson holdt sæde, var området et magtcenter i Hålogaland i 900-tallet.
Petter Dass var præst i Alstahaug fra 1689 og til sin død i 1707. Til ære for ham opføres nu Petter Dass-museet på Alstahaug-tunet.
Da Nordlandene blev delt var Belsvåg Gård det første bispesæde (1803), med
Mathias Bonsak Krogh som første biskop og sognepræst. Alstahaug kirke var
således domkirke (1805-1828).
Længe var Søvik administrationscenter, men omkring 1900 blev dette flyttet til Sandnessjøen.
På øen Tjøtta findes der en krigskirkegård med bl.a. begravede fra Rigel-katastrofen.

## Kommunikation
Sandnessjøen har daglige anløb av Hurtigruten. Kommunen har egen flyveplads i Stokka. Kystrigsvejen går gennem kommunen, hvor skråstagsbroen «Helgelandsbroen» forbinder Sandnessjøen med fastlandet. Der er også vejforbindelse til Mosjøen og til Europavej 6.

## Erhvervsliv
Hovederhverv i kommunen er handel, offentlig og privat servicevirksomhed, landbrug, akvakultur, og mekanisk industri. Skibsværftet «Slipen» ligger i Sandnessjøen. Transportselskabet Helgelandske har altid været hjemmehørende i Sandnessjøen, hvor man en tid havde landets længste kajsystem.
Olieindustrien bliver nu stadig vigtigere i området, og Helgelandsbasen er forsyningsbase for bl.a. Nornefeltet.

## Tusenårssted
Kommunens tusenårssted er Gamle Sandnes. Her er en stiftelse i gang med blandt andet at bygge et vikingehus.
Petter Dass-museet på Alstahaug er Nordland fylkeskommunes tusenårssted, og
er centralt i Petter Dass-dagene som arrangeres i kommunen.

## Kommunens øer
- Søndre Rosøya (eller kun Rosøya) er en ubeboet ø vest for øen Tjøtta.  Den er ca. 3 km lang og ca. 1 km bred. Mod nord ligger øen Nordre Rosøya.

## Kendte personer fra Alstahaug
- Petter Dass (1647–1707), prest og digter; hans sønn Anders Dass
- Mathias Bonsak Krogh, biskop for nordlandene